# St. Peter (Velden)

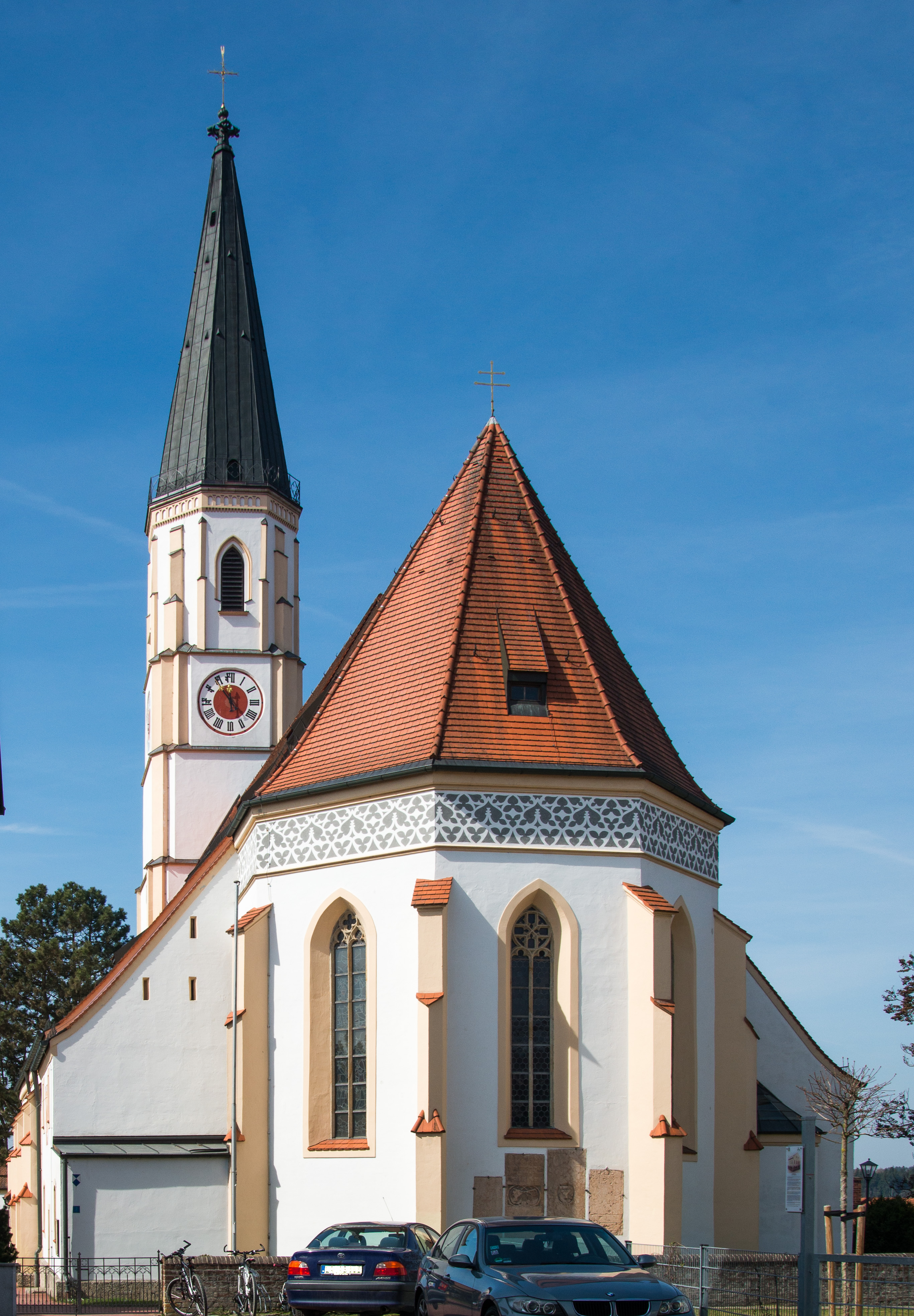
Außenansicht der Pfarrkirche St. Peter von Osten

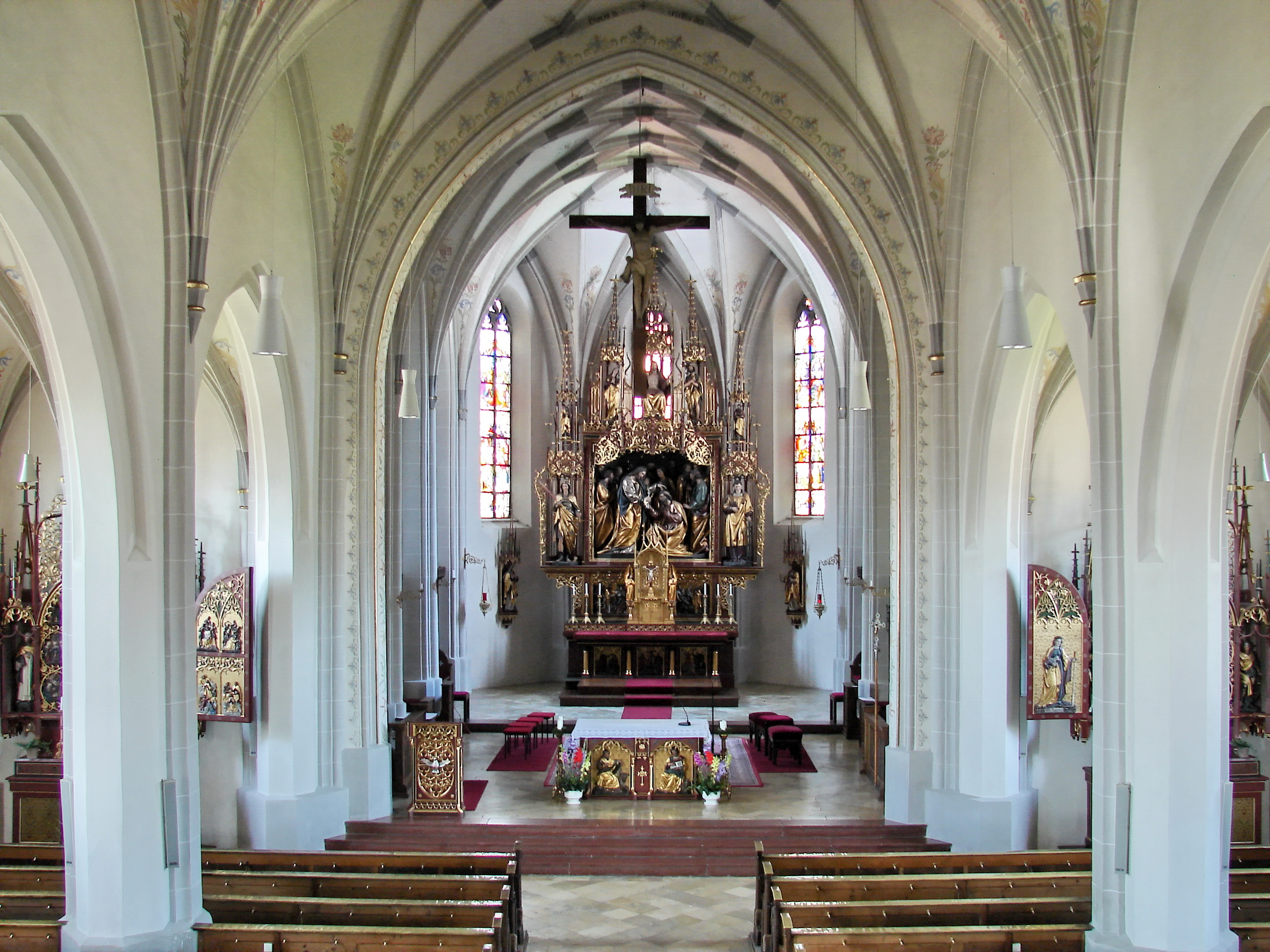
Innenraum von der Westempore

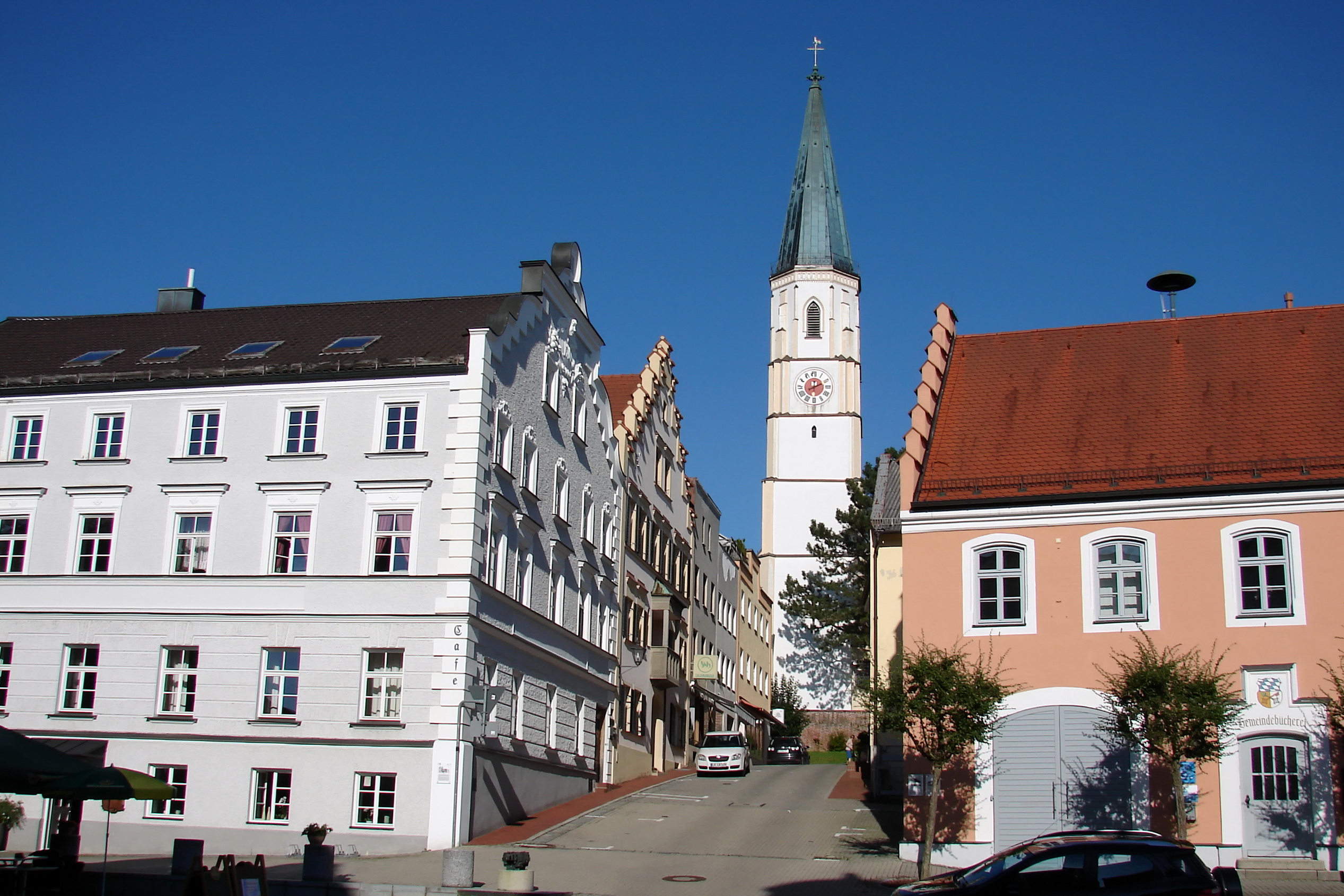
Blick vom Veldener Marktplatz zum Turm der Pfarrkirche St. Peter

Die römisch-katholische Pfarrkirche St. Peter (auch St. Petrus) in Velden an der Vils, einem Markt im niederbayerischen Landkreis Landshut, ist eine spätgotische Staffelhallenkirche, die in der zweiten Hälfte des 15. Jahrhunderts erbaut wurde. 

## Denkmalschutz
Die Kath. Pfarrkirche St. Petrus mit seiner Friedhofsmauer ist ein nach der Haager Konvention geschütztes Kulturgut. Sie steht unter Denkmalschutz und ist unter dem Aktenzeichen D-2-74-183-7 in der Denkmalliste des Bayerischen Landesamtes für Denkmalpflege erfasst. Untertägige Reste der Vorgängerbauten sind als Bodendenkmal unter der Nummer D-2-7639-0039 in die Bayerische Denkmalliste eingetragen.

## Lage und Umgebung
Die Pfarrkirche St. Peter befindet sich auf einer Anhöhe über dem Tal der oberen Großen Vils. Am Fuß der Anhöhe erstreckt sich im Westen und Norden der L-förmig angelegte Veldener Marktplatz. Die Pfarrkirche ist von der ehemaligen Friedhofsmauer umgeben. Die Ziegelmauer wurde bereits vor 1800 errichtet und steht ebenfalls unter Denkmalschutz. In einem Nebengebäude auf dem ehemaligen Friedhof wurde 1992 die Jahreskrippe untergebracht. Vor diesem Gebäude wurde damals ein kleiner Platz mit einem Petersbrunnen angelegt, der von dem Veldener Steinmetz Reinhold Simon geschaffen wurde.

## Geschichte

### Geschichte der Pfarrei Velden
Bereits im Jahr 773 wurde eine Kirche in Feldin, dem heutigen Markt Velden, erstmals erwähnt. Diese war Teil einer Schenkung des Priesters Sigo an den Bischofsstuhl in Freising. Als Gründungsdatum der „Urpfarrei“ Velden wird heute das Jahr 818 angenommen. Damals weihte Bischof Hitto von Freising ein Oratorium, das der Edle Ellanmar in seinem Hof im Gau Felda am Fluss Filusa (heute Vils) erbaut hatte. Eine weitere Urkunde aus dieser Zeit belegt, dass Aspert von Velden, Kanzler des Frankenkönigs Arnulf, 889 oder 891 die Kapelle zu Velden dem Kloster Sankt Emmeram und damit dem Hochstift Regensburg schenkte. In den folgenden Jahrhunderten bis zur Säkularisation 1803 war Velden stets Spielball zwischen den Fürstbischöfen von Freising und Regensburg sowie den bayerischen Herzögen. Heute gehört die Pfarrei dem Dekanat Landshut des Erzbistums München und Freising an.
Die erste urkundliche Erwähnung der Pfarrei Velden datiert auf das Jahr 1205, als sie Abgaben an das Stift Au zahlen musste. Der erste namentlich genannte Pfarrer war Friedrich von Seeon, der im Jahr 1300 zugleich als Kanoniker in Regensburg wirkte und daher einen Vikar nach Velden abstellen musste. In der Konradinischen Matrikel von 1315, der älteste Freisinger Bistumsbeschreibung, wird Velden als Pfarrei mit den Filialen Gebensbach, Georgenzell und Pauluszell genannt. Ab 1351 besaß das Hochstift Regensburg das Präsentationsrecht auf die Pfarrei Velden. 1484 wurde als Patron der Pfarrkirche erstmals der heilige Petrus erwähnt, der zugleich Regensburger Bistumspatron ist. Wann Velden zum Hochstift Freising kam, ist nicht bekannt.
Bereits seit Anfang des 18. Jahrhunderts wurde eine Teilung des großen Pfarrsprengels immer wieder diskutiert. So wurde 1710 Pfarrer Johann Ulrich Wolf im Jahr 1710 zunächst nur unter der Einschränkung eingesetzt, dass die Filialen Georgenzell und Gebensbach alsbald ausgegliedert würden. Davon wurde jedoch aus unbekannten Gründen abgesehen. Im Jahr 1842, als das inzwischen aufgelöste Dekanat Velden gegründet wurde, war Velden die flächenmäßig größte Pfarrei des Erzbistums München und Freising. Erst 1884 trat eine erste Veränderung ein: Gebensbach wurde zur Expositur erhoben. Nach dem Ersten Weltkrieg erlangte die Pfarrei Velden ihre heutige Ausdehnung:
- 1920 wurde die Kuratie St. Johann Baptist in Neufraunhofen mit der Filiale Georgenzell abgetrennt.
- 1921 wurde die Pfarrei Pauli Bekehrung in Pauluszell mit den Filialen Gifthal, Münster und Niklashaag gegründet.
- 1924 wurde die Expositur Gebensbach zur Pfarrei St. Ulrich mit der Filiale Jettenstetten erhoben.

Bei der Pfarrei Velden verblieben die Filialen Erlach, Kleinvelden, Kreuz und Schlegelsreit. Alle in den 1920er Jahren ausgegliederten Gebiete gehören heute wieder zum Pfarrverband Velden, der am 1. Oktober 1972 aufgrund des Priestermangels gegründet wurde. Darüber hinaus umfasst dieser folgende Gebiete:
- die Pfarrei St. Andreas in Eberspoint mit den Filialen Alteberspoint, Mariaberg und Ruprechtsberg,
- die Kuratie Mariä Himmelfahrt in Hinterskirchen,
- die Kuratie St. Johann Baptist in Johanneskirchen mit der Filiale Kirchstetten,
- die Pfarrei St. Peter und Paul in Seifriedswörth mit der Filiale Wurmsham und
- die Pfarrei St. Ulrich in Vilslern mit der Filiale Vilssöhl.

### Baugeschichte
Die heutige spätgotische Kirche wurde in der zweiten Hälfte des 15. Jahrhunderts – vermutlich in zwei Bauabschnitten – errichtet. Ein Schlussstein im Gewölbe verweist auf das Jahr 1489. Nach einer Barockisierung im 17. oder 18. Jahrhundert wurde die Ausstattung in der Zeit um 1850/60 unter Pfarrer Anton Weigl regotisiert. Der Hochaltar (1855), die Kanzel (1857) und die Seitenaltäre (1858) samt Figuren schuf der Münchner Bildhauer Anselm Sickinger im neugotischen Stil. Die aus Messing gegossenen Apostelleuchter wurden 1855 von dem Landshuter Bildhauer Paul Weiß, das Gestühl 1857 von dem Landshuter Schreiner Brugger und der Kreuzwegzyklus 1870 von der Mayer’schen Hofkunstanstalt in München angefertigt. 1875 wurde der Veldener Kirchenmaler Andreas Fuchs damit beauftragt, Wände und Gewölbe neu zu fassen. Außerdem sollte er die Fassung von Hochaltar, Seitenaltären, Kanzel und Orgelprospekt ausbessern. Mitten in der Planung starb Fuchs am 11. Januar 1876. Die Arbeiten wurden noch im selben Jahr unter der Leitung der Witwe Fuchs ausgeführt. Ihren Abschluss fand die Regotisierung in den Jahren 1899 bis 1902 unter Pfarrer Simon Unterauer. Dabei wurden die bemalten Glasfenster von Franz Xaver Zettler aus München eingesetzt und der Innenraum von Fuchs’ Nachfolger Anton Fränzel erneut ausgemalt. Auch wurden die heutige Empore eingezogen und der Hochaltar umgestaltet. Die Arbeiten wurden nach den Entwürfen des Münchner Architekten Joseph Elsner senior ausgeführt.
Einige Stücke der barocken Ausstattung überdauerten die Regotisierung, wurden allerdings noch vor dem Zweiten Weltkrieg von einem Kaplan der Pfarrei heimlich veräußert. Bis auf geringe Zahlung aus dem Nachlass des Kaplans gelang es der Kirchenverwaltung nicht, den Schaden wieder gut zu machen oder die Stücke zu ersetzen. Bei einer Renovierungsmaßnahme im Jahr 1969 wurden Fränzels Malereien übertüncht. Das Netzgewölbe erhielt wieder die ursprüngliche ockergelbe, die Wände wieder die altweiße Fassung aus der Erbauungszeit der Kirche. Während die Nebenaltäre, die der heiligen Lucia und dem heiligen Florian geweiht waren, entfernt wurden, ließ man – entgegen der Empfehlung des Erzbischöflichen Ordinariats in München – den Hochaltar und die Seitenaltäre von dem Taufkirchener Kirchenmaler Ludwig Keilhacker restaurieren.
Im Rahmen der bisher letzten großen Renovierungsmaßnahme in den Jahren 1987 bis 1992 wurden Reste von Fränzels Malereien wieder freigelegt und nach dem Vorbild seiner Malereien in anderen Kirchen der näheren Umgebung ergänzt. Dennoch konnte die Malereien wohl nicht im ursprünglichen Umfang wiedergestellt werden. Aus Teilen der wiederaufgefundenen Kanzel von 1857 entstand der heutige Volksaltar. Auch Ambo und Chorgestühl konnten aus Teilen der alten historistischen Ausstattung gefertigt werden. Außerdem wurden die neugotischen Glasfenster instand gesetzt. Um das Verrußen der Wände zu unterbinden, wurde außerdem eine elektrische Bankheizung eingebaut.

## Architektur

### Außenbau
Die Pfarrkirche ist eine dreischiffige, spätgotische Staffelhalle mit Ostchor und 64 Meter hohem Turm auf der Westseite. Der Chor in Mittelschiffbreite umfasst zwei ungleich lange Joche und einen Fünfachtelschluss. Das dreischiffige Langhaus besitzt vier Joche. Dabei sind die Seitenschiffe etwa halb so breit und um ein Drittel niedriger als das Mittelschiff, das dieselbe Höhe wie der Chor aufweist. Dennoch besitzt das Mittelschiff keinen Obergaden, sodass der Bau als Staffelhalle (nicht aber als Hallenkirche oder als Basilika) zu klassifizieren ist. Südlich am Chor ist die Sakristei mit drei Jochen angebaut. Dabei wurde das östliche Joch genau wie die heutige Lourdeskapelle nördlich des Chors erst im Zuge der Barockisierung angefügt.
Der vollständig verputzte Außenbau wird von einem gekehlten Sockel und zweimal abgesetzten Strebepfeilern mit Stirngiebel gegliedert. Bei letzteren ist der mittlere Absatz übereck gestellt. Am Chor ist zusätzlich ein Spitzbogenfries unter dem Dachansatz zu finden. Die Kirchenfenster sind ebenfalls spitzbogig und weisen aufwändiges neugotisches Maßwerk und neugotische Glasgemälde auf. Die Chorfenster enthalten zweibahniges, die Langhausfenster dreibahniges Maßwerk.
Der charakteristische, schlanke Turm erhebt sich über quadratischem Grundriss in sechs, sich kontinuierlich verjüngenden Geschossen, die durch schwache, aus Schräge und Kehle bestehende Gesimse getrennt werden. Teilweise übereck gestellte Strebepfeiler vermitteln den Übergang zu dem achteckigen Aufsatz, der den Glockenstuhl enthält. Unter dem Helmansatz befinden sich ein Zahnschnittfries und ein gestelzter Rundbogenfries. Den oberen Abschluss des Turmes bildet ein schlanker Backsteinhelm mit Kreuzblume. Der Zugang zum Kircheninneren erfolgt durch die Vorhalle im untersten Turmgeschoss sowie durch zwei Portale auf der Nord- und Südseite, die sich jeweils im dritten Joch (von Osten) befinden und durch einen kleinen Vorbau mit Pultdach geschützt sind. Während das Westportal rundbogig ausgeführt und in einen spitzen Blendbogen eingelassen ist, sind die Seiteneingänge spitzbogig.

### Innenraum

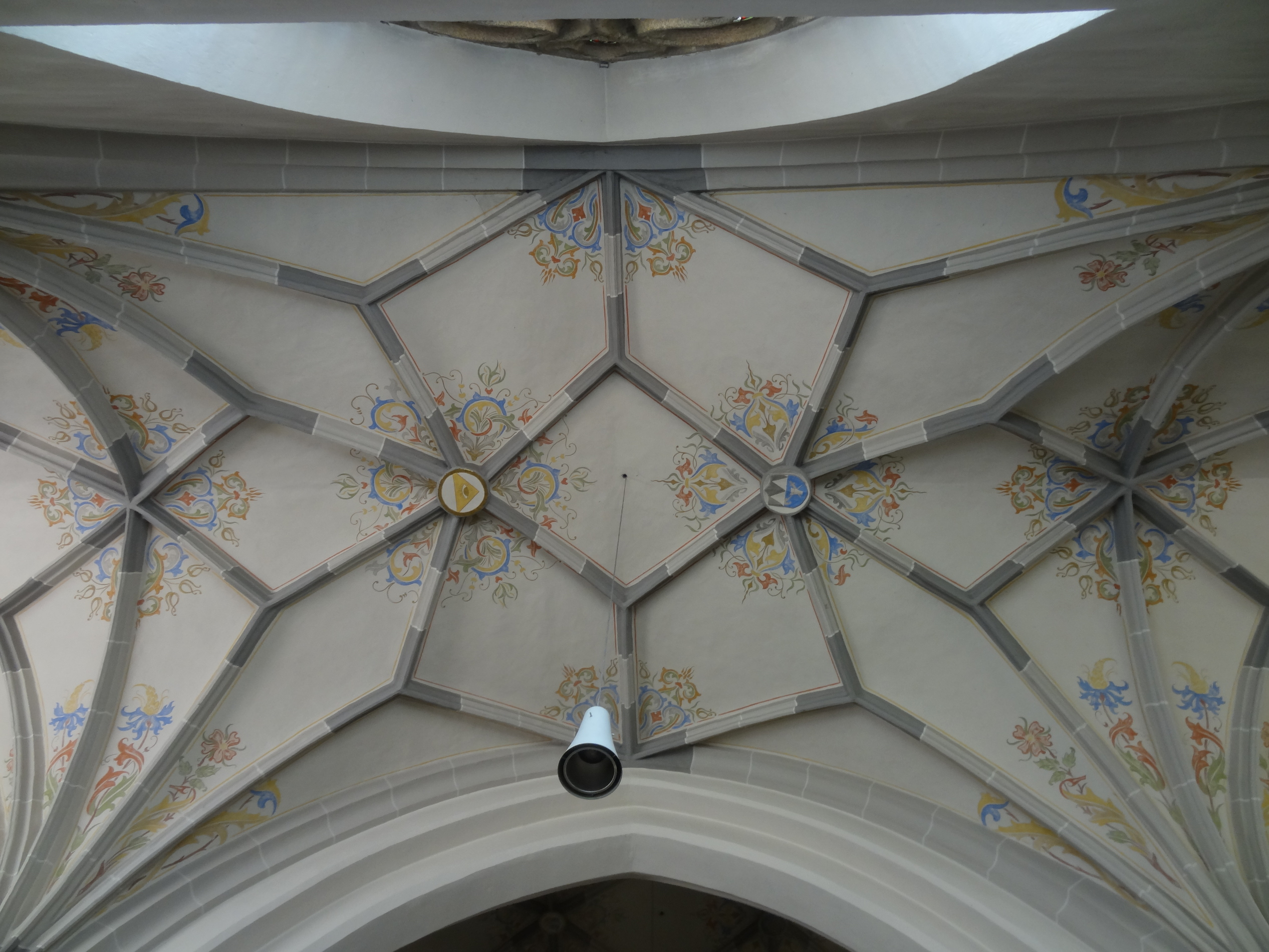
Gewölbefiguration im rechten Seitenschiff. Gut zu erkennen sind die Gurtrippen am linken und rechten Bildrand, die einzelne Gewölbejoche voneinander trennen.

Im Chor, in den Schiffen und im alten Teil der Sakristei befindet sich ein spätgotisches Netzgewölbe in unterschiedlichen Figurationen. Das Chorgewölbe ruht auf rechteckigen, an den Kanten mit einem Rundstab zwischen Kehlen profilierten Wandpfeilern. Aus den Pfeilern vorgelegten, halbrunden Dienste mit konkavseitigen Achteckskapitellen entspringen die einfach gekehlten Gewölberippen, die am Chorscheitel auf drei tellerförmige Schlusssteine zulaufen. Die spitze Chorbogen, die den Übergang zum Langhaus vermittelt, entspricht im Profil den Wandpfeiler im Chor, hat jedoch statt der Runddienste halbe Achtecksvorlagen.
Die Gewölbe der drei Schiffe weisen jeweils eine reiche Netzfiguration auf. Die des Mittelschiffgewölbes findet sich in der näheren Umgebung nur in der Kuratiekirche St. Johann Baptist in Johanneskirchen (heute Pfarrverband Velden) wieder, deren Errichtung ebenfalls auf das Jahr 1489 datiert wird. Das Gewölbe in den beiden Seitenschiffen ist identisch ausgeführt, nur im Südschiff sind die Joche durch Gurtrippen getrennt. Die Schiffe des Langhauses sind untereinander durch gedrungene, rechteckige Pfeiler mit abgeschrägten Kanten und doppelte gefaste Scheidbögen separiert. Diese Pfeiler weisen auf den Seiten in Richtung des Mittelschiffs und der Seitenschiffe schwache Vorlagen mit ausgekehlten Kanten und Runddiensten, denen an den Umfassungsmauern der Seitenschiffe gleichartig profilierte Wandpfeiler entsprechen. Die spitzen Schildbögen an den Umfassungsmauern sind ebenfalls an den Kanten gekehlt. Die Kapitelle der Dienste, aus denen die Gewölberippen entspringen, sind wie im Chor ausgeführt. Die Rippen im Mittelschiff und im südlichen Seitenschiff weisen ein Birnstabprofil auf, während die im nördlichen Seitenschiff einfach gekehlt sind. Die Rippen laufen im Mittelschiff auf acht große, runde Schlusssteine zu, in den Seitenschiffen auf je acht kleinere, teilweise runde, teilweise tellerförmige Schlusssteine.
Die Gewölberippen im alten Teil der Sakristei entspringen aus profilierten Polygonkonsolen. Die Rippen sind im westlichen Joch einfach gekehlt. Das zweite, möglicherweise später angefügte Joch weist Birnstabrippen auf. Das Schlusssteine sind rund. Das deutlich jüngere östliche Joch wird von einer barocken Flachkuppelwölbung überspannt. In der heutigen Lourdeskapelle sowie Vorhalle befindet sich jeweils ein ebenfalls barockes Kreuzgratgewölbe. Im westlichen Joch des Mittelschiffs ist eine hölzerne Empore auf vier Unterzügen und zwei schlanken, rechteckigen Holzsäulen eingezogen. Die Brüstung ist reich mit neugotischem Maßwerk verziert. Die Aufstieg zur Empore erfolgt über eine Wendeltreppe.

## Ausstattung

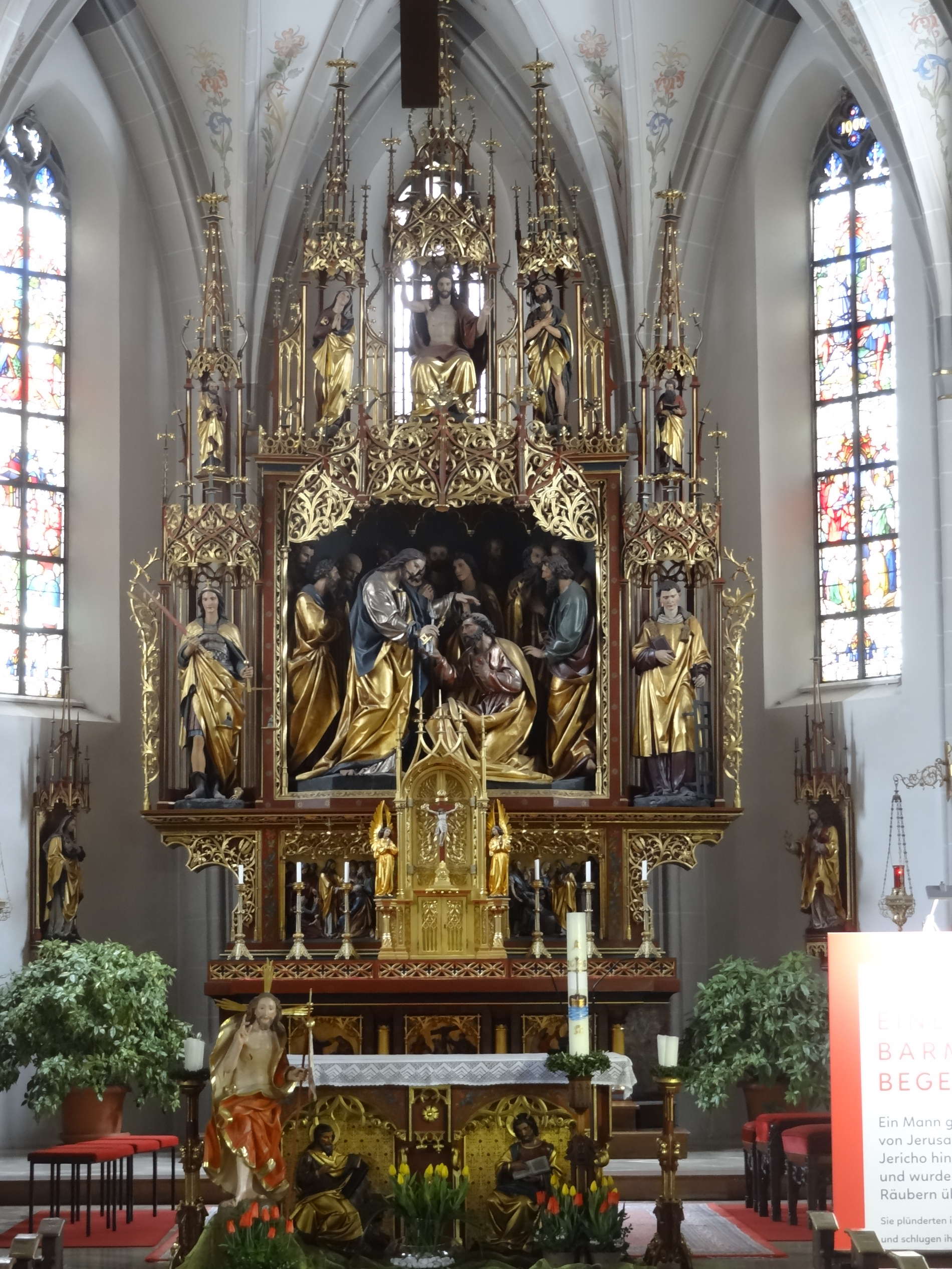
Hochaltar

### Hochaltar
Der neugotische Hochaltar wurde 1855 von dem Münchner Bildhauer Anselm Sickinger geschaffen und „reichte von einer Mauerseite zur anderen und bis zur Decke“. Der Architekt Joseph Elsner senior, der für die Renovierung in den Jahren 1899 bis 1902 verantwortlich war, empfand den Altar als zu „ausladend, schwer und drückend“, weswegen er im Zuge der Arbeiten „gefälliger und schlanker“ gestaltet wurde. Dieses Erscheinungsbild hat sich bis heute erhalten. An zentraler Stelle ist eine figurenreiche Szene der Schlüsselübergabe an den Kirchenpatron Petrus zu sehen. Diese ist von einem Bogen aus sieben Einzelfiguren umgeben. An oberster Position thront Jesus Christus. Auf der linken Seite sind von oben nach unten Darstellungen von Maria, Petrus und dem Erzengel Michael zu sehen, auf der rechten Seite von oben nach unten Johannes der Täufer, Paulus und Laurentius. Unterhalb der Schlüsselübergabeszene befindet sich der Tabernakel mit einem von zwei Engeln flankierten Kruzifix. Zu beiden Seiten des Tabernakels befinden sich Bildtafeln, die im Halbrelief zwei Szenen aus dem Neuen Testament zeigen: die wundersame Brotvermehrung (links) und die Hochzeit zu Kana (rechts). Am Stipes sind drei weitere Reliefbilder angebracht, welche von links nach rechts im folgende Begebenheiten aus dem Alten Testament zeigen: das Opfer des Priesterkönigs Melchisedek (links), die eherne Schlange (Mitte) und die Opferung Isaaks durch Abraham (rechts).
Auf dem nicht erhaltenen Altarblatt des barocken Hochaltars befand sich eine Darstellung Jesu Christi und der zwölf Apostel, die in der zweiten Hälfte des 17. Jahrhunderts von dem Landshuter Maler Joseph Geiger geschaffen wurde. Möglicherweise hat sich Sickinger bei der Komposition seines Hochaltares daran orientiert.

### Volksaltar
Ihren Volksaltar erhielt die Veldener Pfarrkirche im Jahr 1982. Er wurde vom ortsansässigen Schreiner Hans Obermeier aus Teilen der in den 1960er Jahren abgebauten neugotischen Kanzel gefertigt und passt sich daher gut der übrigen Ausstattung an. Wegen der ursprünglichen Verwendung seiner Teile zeigt er am Sockel Relieftafeln der vier Evangelisten. Dabei sind nur die Darstellungen der Evangelisten Johannes (links) und Markus dem Langhaus und somit der Gottesdienstgemeinde zugewandt.

### Übrige Ausstattung im Chorraum
An den Seitenwänden des Chorraumes wurden im Zuge der letzten großen Renovierungsmaßnahme Figuren angebracht, die zu den ursprünglichen, spätgotischen Seitenaltären gehörten. An der Nordwand werden die Heiligen Sebastian, Apollonia, Wolfgang und Ursula gezeigt; auf der Südseite sind es die Heiligen Lucia, Florian und Erasmus. In einer Matrikel aus dem Jahr 1585 werden für die Veldener Kirche sechs Seitenaltäre zu Ehren der Heiligen Petrus, Maria, Sebastian, Katharina und Ursula sowie der zwölf Apostel genannt.
Außerdem wurden bei der Renovierungsmaßnahme Anfang der 1990er Jahre Teile des zuvor entfernten neugotischen Chorgestühls, das 1870 von dem Schreinermeister Anton Frank aus Holzhausen geschaffen worden war, zu einer neuen Anordnung zusammengestellt. Der Ambo und die Baldachine für die Heiligenfiguren an den Seitenwänden fertigte Hans Obermeier aus Teilen der in den 1960er Jahren entfernten Nebenaltäre. Zum Mittelschiff, das durch einen spitzen Chorbogen vom Altarraum abgetrennt ist, leitet das große Chorbogenkruzifix über.

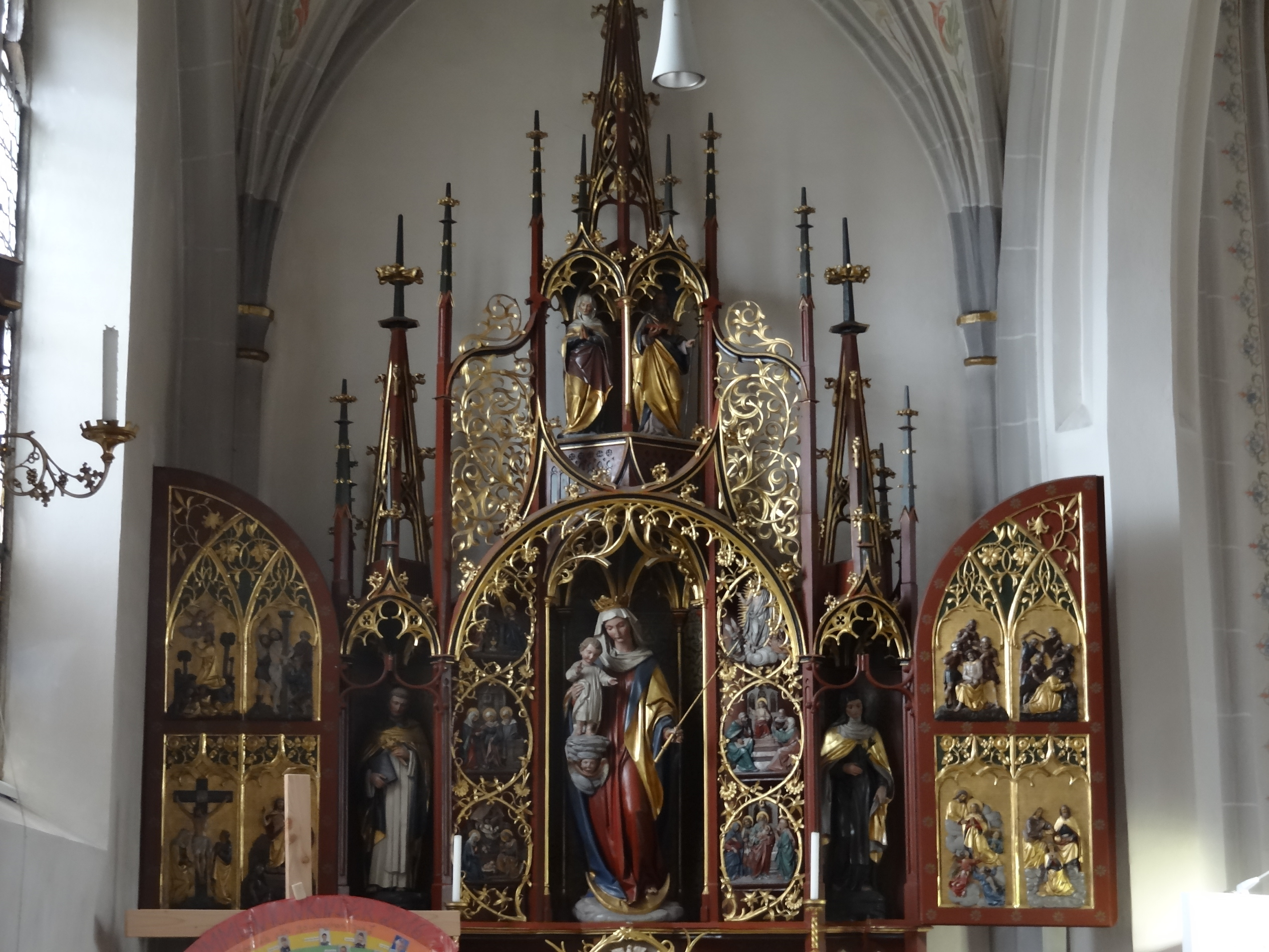
Nördlicher Seitenaltar (Rosenkranzaltar)

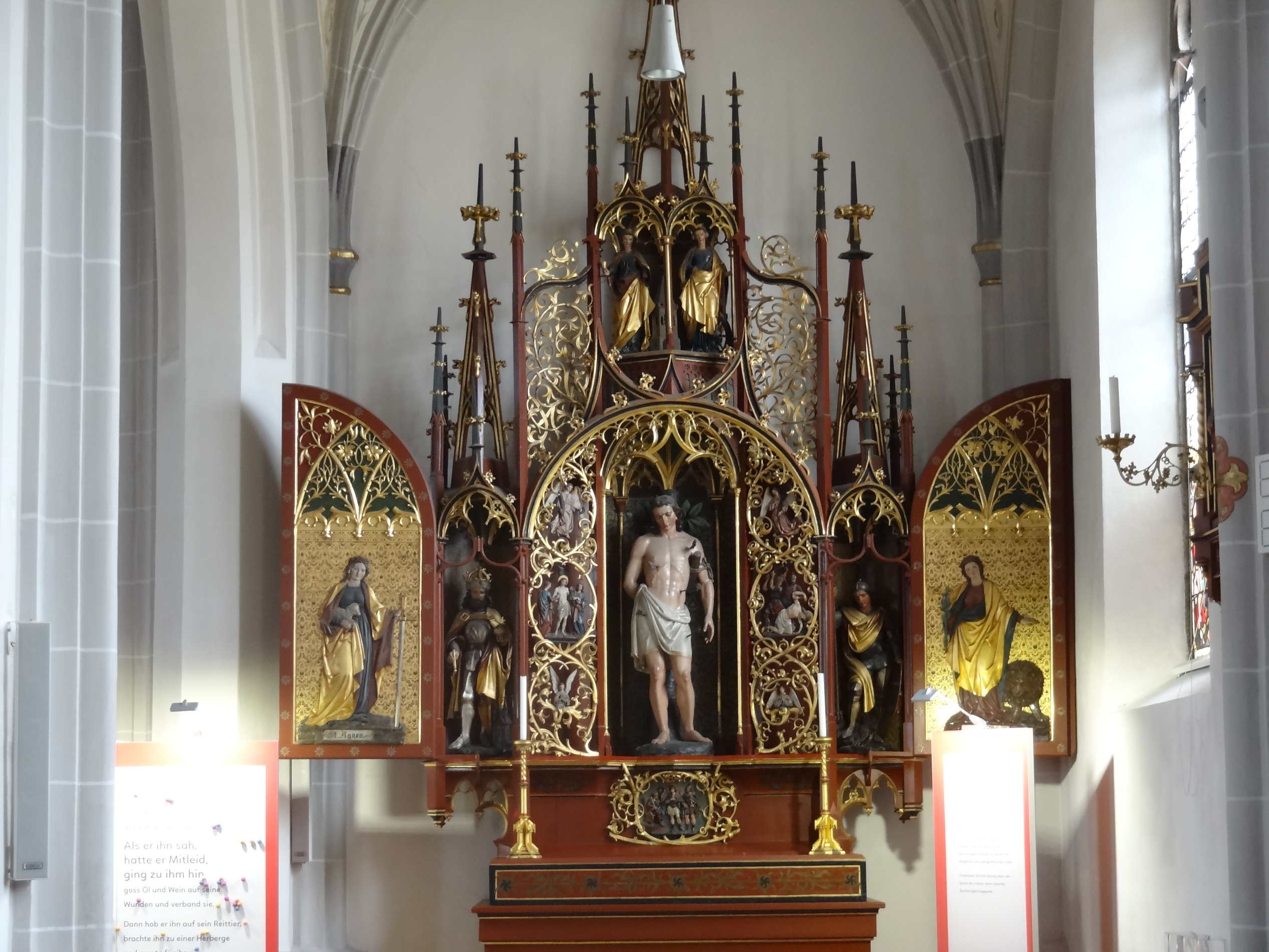
Südlicher Seitenaltar (Sebastiansaltar)

### Seitenaltäre
An den Stirnwänden der Seitenschiffe befinden sich die beiden neugotischen Seitenaltäre, die als Flügelaltäre ausgeführt sind und 1858 von dem Münchner Bildhauer Anselm Sickinger geschaffen wurde. Zwei weitere Altäre zu Ehren der Heiligen Lucia und Florian wurden in den 1960er Jahren im Zuge einer Renovierungsmaßnahme entfernt und sind nicht erhalten.
Der nördliche (linke) Seitenaltar ist der heiligen Maria geweiht und wird als Rosenkranzaltar bezeichnet. In der zentralen Nische ist eine Marienfigur mit stehendem Jesuskind zu sehen. Im oberen Aufbau befinden sich Figuren der Heiligen Anna (links) und Joachim (rechts), die als Marias Eltern bekannt sind. Links und rechts der Madonna sind der heilige Dominikus und die heilige Katharina von Siena dargestellt. Auf den Flügelrückseiten sind neben Leidenswerkzeugen Darstellungen des krähenden Hahns und des Judaskusses zu finden, die auf Leiden und Passion Jesu Christi verweisen. Außerdem sind am Marienaltar fünfzehn kleine Relieftafeln verteilt, die die Geheimnisse der drei klassischen Rosenkränze (freudenreich, schmerzhaft, glorreich) darstellen. Das bei einer Renovierung verloren gegangene Pfingstbild wurde 1982 wieder nachgeschnitzt, sodass der Bilderzyklus wieder vollständig ist. Das Glasgemälde an dem Fenster direkt neben dem Marienaltar gehört thematisch mit diesem zusammen. Es wurde von der wahrscheinlich 1562 gegründeten Rosenkranzbruderschaft in Velden gestiftet und zeigt die Seeschlacht von Lepanto. Darüber steht Maria mit dem Jesuskind, das dem heiligen Dominikus einen Rosenkranz überreicht.
Der rechte Seitenaltar ist dem heiligen Sebastian geweiht, dessen Martyrium hier dargestellt ist. Darüber befinden sich Figuren der Heiligen Barbara (links) und Katharina (rechts). Links und rechts des Hauptbildes sind der heilige Kaiser Heinrich II. und der heilige Georg zu sehen. Auf den Flügeln befinden sich Reliefs der heiligen Agnes mit dem Lamm (links) sowie der heiligen Thekla mit dem Löwen (rechts). In reliefartigen Medaillons sind zudem Szenen aus dem Leben des heiligen Sebastian zu erkennen: Sebastian wird von Soldaten geknüppelt (rechts), Sebastian vor dem Kaiser (Predella), Sebastian wird von Frauen gerettet (links). Auf den Flügelrückseiten sind wiederum Leidenswerkzeuge dargestellt. Auch hier greift das benachbarte Fenster, das von einer 1450 gegründeten Sebastianibruderschaft gestiftet wurde, die Thematik des Altares auf. In mehreren Bildern wird, ergänzt zu den Medaillonbildern am Altar, die Legende des heiligen Sebastian veranschaulicht.

### Neugotische Glasfenster
Neben den Altären sind insbesondere neugotischen Glasgemälde bemerkenswert, die in den Jahren 1900 bis 1902 von Franz Xaver Zettler aus München in die zweibahnigen (Chor) bzw. dreibahnigen (Langhaus) Maßwerkfenster von 1855 eingesetzt wurden. Im nördlichen (linken) Chorfenster ist die Enthauptung des Apostels Paulus und die Inschrift Et ecce ego vobiscum / usque ad eos (lat. „Und siehe, ich bin mit Dir bis zu ihnen.“)dargestellt. Das südliche (rechte) Chorfenster zeigt das Martyrium des Apostels Petrus und die Inschrift Tu es Petrus et super hanc petram / aedifices eccelesiam meam (lat. „Du bist Petrus, der Fels, und auf diesem Felsen werde ich meine Kirche bauen.“). Die beiden Chorfenster wurden von Gemeindemitgliedern gestiftet, die jeweils auf Brustbildern dargestellt sind.
Unter den Fenstern in den Seitenschiffen sind besonders die beiden östlichen zu erwähnen. Deren Motive korrespondieren mit den Darstellungen an den benachbarten Seitenaltären. Das östliche Fenster im Nordschiff ist als Rosenkranzfenster konzipiert und wurde vermutlich von der 1562 gegründeten Veldener Rosenkranzbruderschaft gestiftet. Es zeigt den heiligen Dominikus, der von der Mutter Gottes mit dem Jesuskind den Rosenkranz erhält. Darunter sind ein vor dem Kreuz kniender Papst, die Seeschlacht von Lepanto und ein grünes Blattwappen dargestellt. Die zugehörige Inschrift Gratias agamus Domino nostro victoria quam Christianis concessit (lat. „Danket, Ihr Christen, Gott für unseren Sieg“). Das gegenüberliegende Fenster im südlichen Seitenschiff ist dem heiligen Sebastian gewidmet. Das Hauptbild zeigt dessen Martyrium. Außerdem sind das Veldener Wappen von 1450 und eine Ortsansicht mit der Inschrift Fenestrae cuius ecclesiae (omnes erectae sunt sub parocho Simon Unterauer ab anno 1900–1902) (lat. „Die Fenster dieser Kirche (alle wurden in den Jahren 1900–1902 unter Pfarrer Simon Unterauer errichtet)“) dargestellt. Das westliche Fenster im nördlichen Seitenschiff zeigt neben Papst Leo XIII. (1878–1903) und dem bayerischen Prinzregenten Luitpold (1886–1912) die sieben Priester in einem Zimmer sitzend dargestellt. Dabei handelt es sich um alle Priester aus der Pfarrei Velden, die 1902 noch am Leben waren. Dazu ist in einem Spruchband die Inschrift Sacerdotes in parochia Velden nat et adhuc viventes a 1902 (lat. „Priester, geboren in der Pfarrei Velden und 1902 noch am Leben“) zu lesen.
Die übrigen Fenster in den Seitenschiffen zeigen die Patrone der damaligen Filialkirchen von Velden. Einige dieser Filialen wurden in den 1920er Jahren als Kuratie oder Pfarrei selbstständig, sind heute jedoch wieder (neben anderen) Teil des Pfarrverbands Velden. Im nördlichen Seitenschiff ist im zweiten Fenster von Osten der Drachenstich des heiligen Georg dargestellt, der an die Filialen Georgenzell (heute Kuratie Neufraunhofen) und Münster (heute Pfarrei Pauluszell) erinnert. Im dritten Fenster von Osten sind die Heiligen Nikolaus (Niklashaag, heute Pfarrei Pauluszell), Ulrich (Gebensbach, heute Pfarrei) und Lambert (Kleinvelden) dargestellt. Im südlichen Seitenschiff zeigt das zweiten Fenster von Osten die heilige Dreifaltigkeit und die Auffindung des Heiligen Kreuzes in Jerusalem, was auf die Filiale Kreuz verweist. Im dritten Fenster von Osten sind die Heiligen Andreas (Schlegelsreith), Paulus (Pauluszell, heute Pfarrei) und Margaretha (Jettenstetten, heute Pfarrei Gebensbach) abgebildet. Im vierten Fenster von Osten ist der heilige Leonhard, der Patron der Filialkirche Erlach, dargestellt.

### Übrige Ausstattung im Langhaus
Zwischen den Fenstern der Seitenschiffe sind die vierzehn neugotischen Kreuzwegtafeln angebracht, die 1870 von der Mayer’schen Hofkunstanstalt in München geschaffen wurden. In die Seitenwände sind außerdem vier Beichtstühle eingelassen. Zwei davon wurden 1855 von Anselm Sickinger geschaffen, die übrigen zwei kamen 1930 hinzu. An den Pfeilern neben der Empore sind Figuren der Mutter Gottes und des heiligen Josef angebracht. An der Rückwand des Südschiffs befindet sich eine Reliefdarstellung der Heiligen Familie, an der Rückwand des Nordschiffs eine Figur des heiligen Johannes des Täufers. Links neben dem Ausgang zur Vorhalle (gegenüber der Wendeltreppe zur Empore) ist eine Figur Jesu als Guter Hirte angebracht. Diese stand früher auf dem Schalldeckel der Kanzel. Die neugotischen Kirchenportale, die 1969 im Zuge der Kirchenrenovierung entfernt und durch zeitgemäße, fest verschließbare Türen ersetzt worden waren, wurden Anfang der 1990er Jahre überarbeitet und wieder eingesetzt.
In der Vorhalle im Turmerdgeschoss wurde im Zuge der letzten Renovierung eine Taufkapelle eingerichtet. Der achteckige Taufstein aus rotem Marmor stammt aus dem 19. Jahrhundert. Daneben befindet sich eine Statue der Mutter Gottes mit Kind, die 1965 von Albert Almann aus Steingut geschaffen und vergoldet wurde. Ebenfalls in der Vorhalle befindet sich ein halbrundes Weihwasserbecken aus rotem Marmor, das um 1600 entstanden ist. Es zeigt das Wappen des damaligen Pfarrers Goppeltsrieder. In die Wände der Taufkapelle sind einige Epitaphien aus dem 16. und 17. Jahrhundert eingelassen.

### Lourdeskapelle
Nördlich am Chor ist ein barocker Kapellenraum angebaut. Dieser wurde um 1900 zur Lourdeskapelle umgebaut. Er ist von außen über ein spitzbogiges Portal zugänglich. Daneben befindet sich ein spitzbogiges Fenster, das um 1900 mit einem Glasgemälde von Franz Xaver Zettler aus München ausgestattet wurde. Es zeigt eine Ansicht des französischen Wallfahrtsortes Lourdes. Etwa aus der gleichen Zeit stammt die Lourdesgrotte mit der Madonna und dem Seherkind Bernadette Soubirous, die im östlichen Teil der Kapelle untergebracht und durch ein neobarockes, schmiedeeisernes Gitter vom übrigen Kapellenraum abgetrennt ist. An der Südwand steht ein kleiner barocker Altar, in dessen Mittelnische sich an geschnitzter, gotisierender Erbärmdechristus befindet. An den übrigen Wänden befinden sich Figuren der Heiligen Leonhard, Josef, Theresia, Antonius und Bruder Konrad sowie Epitaphien aus dem 16. und 17. Jahrhundert.

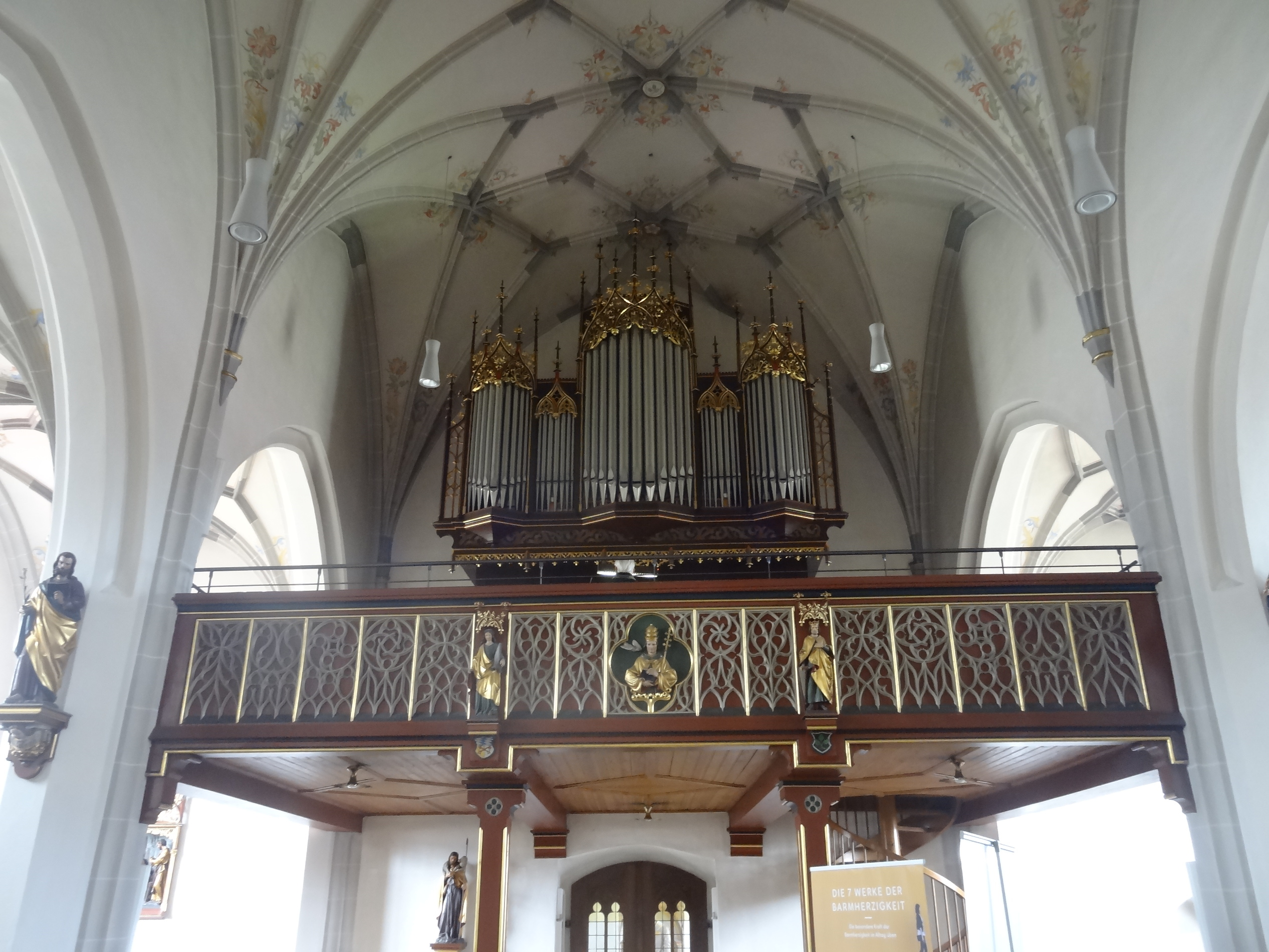
Westempore mit Orgel

### Orgel
Im rückwärtigen Bereich des Mittelschiffs befindet sich die Westempore mit Orgel. Im Zuge der Regotisierung wurde hier ab 1899 eine Doppelempore errichtet, wobei die Orgel im oberen Geschoss aufgestellt wurde. Dieses wurde in den 1960er Jahren wieder entfernt. Auf der Emporenbrüstung sind Reliefs des Papstes und Kirchenvaters Gregor des Großen, des heiligen David mit der Harfe und der heiligen Cäcilia als Patronin der Kirchenmusik zu sehen.
Im Jahr 1642 erhielt die Veldener Pfarrkirche eine Orgel des Straubingers Christoph Egedacher d. Ä. Diese ist nicht erhalten. Sie wurde 1858 durch ein Instrument von Johann Ehrlich aus Landshut ersetzt. Die heutige Orgel ist in einem neugotischen Prospekt von 1899 untergebracht, der nach einem Entwurf von Joseph Elsner senior für die neue Orgelempore gefertigt wurde. Darin baute zunächst 1901 Franz Borgias Maerz aus München ein Orgelwerk mit 18 Registern auf zwei Manualen und Pedal ein. Das Kegelladeninstrument mit pneumatischen Spiel- und Registertrakturen besaß wie seine Nachfolgerorgeln bereits einen freistehenden Spieltisch. Die Borgias-Orgel wurde 1969 durch ein Werk von Ludwig Wastlhuber ersetzt. Das Kegelladeninstrument mit elektrischen Spiel- und Registertrakturen umfasste 20 Register auf zwei Manualen und Pedal. Da es sich als recht kurzlebig herausstellte, wurde es 1996 durch ein rein mechanisches Schleifladeninstrument von Anton Staller aus Grafing bei München ersetzt. Dieses umfasst 25 Register auf zwei Manualen und Pedal.
| I Manual C–f3 |              |       |
| 1.            | Bourdon      | 16′   |
| 2.            | Principal    | 8′    |
| 3.            | Gedackt      | 8′    |
| 4.            | Tibia        | 8′    |
| 5.            | Salicional   | 8′    |
| 6.            | Gamba        | 8′    |
| 7.            | Octav        | 4′    |
| 8.            | Traversflöte | 4′    |
| 9.            | Mixtur IV    | 2 ⁄3′ |

| II Manual C–f3 |                  |    |
| 10.            | Geigenprincipal  | 8′ |
| 11.            | Aeoline          | 8′ |
| 12.            | Dolce            | 8′ |
| 13.            | Lieblich Gedeckt | 8′ |
| 14.            | Fugara           | 4′ |

| Pedal C–d1 |            |     |
| 15.        | Violonbass | 16′ |
| 16.        | Subbass    | 16′ |
| 17.        | Octavbass  | 8′  |
| 18.        | Cellobass  | 8′  |

- Koppeln: II/I, II/P, I/P, Sub II/I

| I Manual C–g3 |                 |       |
| 1.            | Bourdon         | 16′   |
| 2.            | Principal       | 8′    |
| 3.            | Rohrflöte       | 8′    |
| 4.            | Salicional      | 8′    |
| 5.            | Octav           | 4′    |
| 6.            | Schweizerpfeife | 4′    |
| 7.            | Quinte          | 2 ⁄3′ |
| 8.            | Octav           | 2′    |
| 9.            | Mixtur IV–V     | 1 ⁄3′ |

| II Manual C–g3 |            |    |
| 10.            | Gedackt    | 8′ |
| 11.            | Zartgeige  | 8′ |
| 12.            | Principal  | 4′ |
| 13.            | Nachthorn  | 4′ |
| 14.            | Schwiegel  | 2′ |
| 15.            | Zimbel III | 1′ |
| 16.            | Oboe       | 8′ |
|                | Tremulant  |    |

| Pedal C–f1 |             |     |
| 17.        | Subbass     | 16′ |
| 18.        | Octavbass   | 8′  |
| 19.        | Choralflöte | 4′  |
| 20.        | Fagott      | 16′ |

- Koppeln: II/I, II/P, I/P
- Spielhilfen: Tutti, 1 freie Kombination, Pianopedal, Crescendo

| I Hauptwerk |              |       |
| 1.          | Bordun       | 16′   |
| 2.          | Prinzipal    | 8′    |
| 3.          | Rohrflöte    | 8′    |
| 4.          | Gamba        | 8′    |
| 5.          | Octave       | 4′    |
| 6.          | Traversflöte | 4′    |
| 7.          | Quinte       | 2 ⁄3′ |
| 8.          | Octave       | 2′    |
| 9.          | Mixtur IV–V  | 1 ⁄3′ |
| 10.         | Trompete     | 8′    |

| II Schwellwerk |                 |       |
| 11.            | Gedeckt         | 8′    |
| 12.            | Salicional      | 8′    |
| 13.            | Vox coelestis   | 8′    |
| 14.            | Principal       | 4′    |
| 15.            | Nachthorn       | 4′    |
| 16.            | Sesquialtera II | 2 ⁄3′ |
| 17.            | Spitzflöte      | 2′    |
| 18.            | Cimbel III      | 1′    |
| 19.            | Oboe            | 8′    |
|                | Tremulant       |       |

| Pedal |             |        |
| 20.   | Subbass     | 16′    |
| 21.   | Octavbass   | 8′     |
| 22.   | Gedecktbass | 8′     |
| 23.   | Quintbass   | 5 1⁄3′ |
| 24.   | Choralflöte | 4′     |
| 25.   | Fagott      | 16′    |

- Koppeln: II/I, II/P, I/P
- Spielhilfen: 32-facher Setzer

### Glocken
Nachdem die vier Glocken (zwei von 1869, zwei von 1925) der Veldener Pfarrkirche 1941 zu Rüstungszwecken eingezogen worden waren, wurden 1949 fünf neue Euphon-Glocken von Karl Czudnochowsky aus Erding angeschafft. Dieses fünfgestimmige Geläut wurde 2009 mit einer Bronzeglocke aus der Gießerei Grassmayr in Innsbruck zum „Idealsextett“ erweitert. Die Glocken im Einzelnen:
| Nr. | Name                  | Gussjahr | Gießer                        | Gewicht [kg] | Schlagton | Relief                                        |
| --- | --------------------- | -------- | ----------------------------- | ------------ | --------- | --------------------------------------------- |
| 1.  | Christkönigsglocke    | 1949     | Karl Czudnochowsky, Erding    | 2500         | b0+4      | Christus König mit der Weltkugel              |
| 2.  | Petrusglocke          | 1949     | Karl Czudnochowsky, Erding    | 1450         | des1+4    | Hl. Petrus mit der Veldener Pfarrkirche       |
| 3.  | Marienglocke          | 1949     | Karl Czudnochowsky, Erding    | 1050         | es1+/-0   | Schutzmantelmadonna                           |
| 4.  | Albertusglocke        | 1949     | Karl Czudnochowsky, Erding    | 800          | f1+5      | Sitzende Figur des hl. Albertus               |
| 5.  | Arme-Seelen-Glocke    | 1949     | Karl Czudnochowsky, Erding    | 400          | as1+1     | –                                             |
| 6.  | Barmherzigkeitsglocke | 2009     | Johannes Grassmayr, Innsbruck | 500          | b1+4      | Kreuz mit Strahlen über angedeuteter Erdkugel |